# Вишнёвка (Черкасская область)
Вишнёвка (укр. Вишнівка) — посёлок в Чернобаевском районе Черкасской области Украины.
Почтовый индекс — 19926. Телефонный код — 4739.

## Население
Население по переписи 2001 года составляло 71 человек.

### Языковой состав
Родной язык населения по данным переписи 2001 года:
| Язык       | Численность, чел. | Доля     |
| ---------- | ----------------- | -------- |
| Украинский | 69                | 97,18 %  |
| Русский    | 2                 | 2,82 %   |
| Итого      | 71                | 100,00 % |

## Местный совет
19926, Черкасская обл., Чернобаевский р-н, с. Лукашовка, ул. Мироненка, 34